# Montrose, South Dakota
Montrose är en ort i McCook County i delstaten South Dakota, USA.